# Ief Verbrugghe
Ief Verbrugghe (Tienen, 25 juli 1975) is een Belgisch voormalig professioneel wielrenner. Hij reed zijn gehele carrière, vanaf september 2000 tot 2004 voor het Belgische Lotto. Hij behaalde geen professionele overwinningen.
Ief Verbrugghe is de jongere broer van oud-wielrenner Rik Verbrugghe.

## Grote rondes
| Jaar | Ronde van Italië | Ronde van Frankrijk | Ronde van Spanje |
| ---- | ---------------- | ------------------- | ---------------- |
| 2000 |                  |                     |                  |
| 2001 | 122e             |                     |                  |
| 2002 | opgave           |                     |                  |
| 2003 | opgave           |                     |                  |
| 2004 | 115e             |                     |                  |